# Northwood (Ohio)
Northwood és una població dels Estats Units a l'estat d'Ohio. Segons el cens del 2000 tenia 5.471 habitants.

## Demografia
Segons el cens del 2000, Northwood tenia 5.471 habitants, 2.024 habitatges, i 1.493 famílies. La densitat de població era de 251,5 habitants per km².
Dels 2.024 habitatges en un 36,4% hi vivien nens de menys de 18 anys, en un 58,5% hi vivien parelles casades, en un 10,5% dones solteres, i en un 26,2% no eren unitats familiars. En el 21,7% dels habitatges hi vivien persones soles el 7,9% de les quals corresponia a persones de 65 anys o més que vivien soles. El nombre mitjà de persones vivint en cada habitatge era de 2,68 i el nombre mitjà de persones que vivien en cada família era de 3,13.
Per edats la població es repartia de la següent manera: un 26,8% tenia menys de 18 anys, un 8,7% entre 18 i 24, un 29,9% entre 25 i 44, un 23,8% de 45 a 60 i un 10,7% 65 anys o més.
L'edat mediana era de 36 anys. Per cada 100 dones de 18 o més anys hi havia 96,4 homes.
La renda mediana per habitatge era de 51.071 $ i la renda mediana per família de 55.642 $. Els homes tenien una renda mediana de 41.004 $ mentre que les dones 27.025 $. La renda per capita de la població era de 20.967 $. Aproximadament el 6,5% de les famílies i el 10,2% de la població estaven per davall del llindar de pobresa.

## Poblacions més properes
El següent diagrama mostra les poblacions més properes.